# Cojedebius
Cojedebius is een geslacht van rechtvleugeligen uit de familie sabelsprinkhanen (Tettigoniidae). De wetenschappelijke naam van dit geslacht is voor het eerst geldig gepubliceerd in 1989 door Kevan.

## Soorten
Het geslacht Cojedebius  is monotypisch en omvat slechts de volgende soort:
- Cojedebius kathleenae (Kevan, 1989)